# جورج أ. سلاتر
جورج أ. سلاتر هو قاضي ومحامي وسياسي أمريكي، ولد في 2 سبتمبر 1867، وتوفي في 23 فبراير 1937 بسبب التهاب الزائدة الدودية. نشط حزبياً في الحزب الجمهوري. وقد انتخب عضو جمعية ولاية نيويورك ‏ وانتخب عضو مجلس ولاية نيويورك ‏.